# بيورنار يوهانسن
بيورنار يوهانسن (بالنرويجية البوكمول: Bjørnar Johannessen)‏ هو لاعب كرة قدم نرويجي في مركز الوسط، ولد في 23 سبتمبر 1977 في Hvaler ‏ في النرويج. لعب مع نادي ساربسبورغ 08 ونادي فريدريكستاد.